# Adrian Benegas
Adrian Benegas (nacido el 1 de marzo de 1989 en Asunción, Paraguay) es un compositor, productor y tecladista de heavy metal. Es conocido por ser compositor y tecladista de la banda de metal sinfónico TRAGUL y su carrera en solitario.

## Carrera musical
En 2017, Adrian forma parte de un proyecto de power metal sinfónico llamado TRAGUL. Los músicos invitados incluyen a Zuberoa Aznárez (Diabulus in Musica) en voces, Steve Conley (Flotsam and Jetsam) en guitarras, Sander Zoer (Delain) y Alex Holzwarth (Rhapsody of Fire) en la batería y Oliver Holzwarth (Blind Guardian, Tarja Turunen) en bajo. Desde junio de 2017, Tragul ha lanzado 12 sencillos.
En noviembre de 2019, lanza su álbum debut como solista llamado THE REVENANT. El disco cuenta con la participación de Ralf Scheepers (Primal Fear - Gamma Ray), Herbie Langhans (Firewind, Avantasia), Henning Basse (Metallium, Mayan), Zuberoa Aznárez (Diabulus in Musica, Tragul) en voces junto a Sebastián Ramírez en batería y Diego Bogarín al bajo y guitarras. El proceso de grabación se realizó en Alemania, España y Paraguay. La mezcla y masterización estuvo a cargo de Jacob Hansen (Amaranthe, Volbeat, Epica) a excepción de la pista 1, Servants of The Death que fue mezclada por Alberto Bravin (Rhapsody of Fire) y masterizada por  Maor Appelbaum. (Sabaton, Rob Halford, Yngwie Malmsteen). 
En noviembre de 2020, Adrian Benegas encargó una delicada balada pop de piano para el cantante británico Pete Rawcliffe. El sencillo se llama Locked Away. Lanzada el 25 de noviembre de 2020, la canción entró en las listas de Singer & Songwriter charts de Itunes del Reino Unido y tuvo una muy buena recepción. El sencillo fue mezclado y masterizado por Jacob Hansen.
En mayo de 2021, Adrian lanza un EP digital de 5 canciones DIAMONDS IN THE DARK. El material cual cuenta con la participación de Herbie Langhans en voces y Sascha Paeth en la producción junto con Adrian Benegas. La mezcla y masterización estuvo a cargo de Sascha Paeth. 
Durante marzo a octubre de 2021, Adrian Benegas estuvo a cargo de la producción de sonido y grabación de teclados, guitarras, bajo y batería para el disco debut del artista británico Archie Caine. También colaboró con el cantante, escribiendo y produciendo canciones para él. El álbum mezclado y masterizado en Sandlane Recording Facilities en los Países Bajos. El disco titulado Tommy and The Angels fue lanzado el 22 de abril de 2022.
En mayo de 2023, Adrian Benegas lanza su segundo disco físico como solista llamado ARCANUM. El álbum consta de 11 canciones, y cuenta con la participación del vocalista Ronnie Romero (Ritchie Blackmore, Michael Schenker Group), el baterista Michael Ehré (Primal Fear, Gamma Ray), el productor alemán Sascha Paeth (Avantasia, Kamelot), el bajista tunecino Anis Jouini (Myrath) y el guitarrista neerlandés Timo Somers (ex Delain, Ayreon). ARCANUM es secuela de su álbum debut The Revenant. El disco fue lanzado el 5 de mayo de 2023 a través del sello discográfico REAPER ENTERTAINMENT EUROPE (Alemania), con distribución a través de Warner Music Group., con versión especial para Estados Unidos y Japón.

## Discografía

### Como solista
Álbumes de estudio
- The Revenant (2019)
- Arcanum: El Mantra Secreto de los Espiritus (2023)

EP
- Diamonds in the Dark (2021)

### Tragul
- Bennu (2017)
- The Message (2017)
- Into The Heart of The Sun (2017)
- The Tree Of Life (2017)
- Before I Say Goodbye (2018)
- My Last Words (2018)
- Goodbye (Apparat Cover) (2018)
- Inside The Mirror (2018)
- The Hummingbird (2019)
- Sueño Eterno (2019)
- Mother (2021)
- Another Winter Night (2022)

### Productor, compositor y músico de sesión
Pete Rawcliffe
- Locked Away (2020)

Archie Caine
- Tommy And The Angels (2022)